# آلکساندر گریگوریان (دانشمند)
آلکساندر کنستانتینی گریگوریان (ارمنی: Ալեքսանդր Կոնստանտինի Գրիգորյան؛  زادهٔ ۶ آوریل ۱۹۶۶) فیزیکدان و کارشناس علوم پرورشی اهل ارمنستان است.

## زندگی‌نامه
وی در ۶ آوریل ۱۹۶۶ در ایروان به دنیا آمد و از دانشگاه دولتی ایروان فارغ‌التحصیل گشت. همچنین برندهٔ جوایزی همچون نشان آنانیا شیراکاتسی (۲۰۱۴)، مدال یادبود نخست‌وزیر ارمنستان (۲۰۰۹) و مدال طلای دانشگاه دولتی ایروان (۲۰۱۹) شده است.

## یادداشت
1. ↑  ֆիզիկամաթեմատիկական գիտությունների թեկնածու
2. ↑  ԵՊՀ ոսկե մեդալ